# لیمان (شابران)
لیمان (به لاتین: Liman) یک منطقه مسکونی در جمهوری آذربایجان است که در شهرستان شابران واقع شده است.